# Бернард VII
Бернард VII Воинственный (нем. Bernhard VII. zur Lippe; 4 декабря 1428 — 2 апреля 1511, Лемго, Северный Рейн-Вестфалия) — сеньор Липпе с 1429 года по 1511 год.

## Биография
Бернард VII родился 4 декабря 1428 года и был старшим сыном сеньора (ландграфа) Липпе Симона IV. Это маленькое государство входило в состав Священной Римской империи. Когда Бернарду было чуть больше одного года, его отец умер, вследствие чего мальчик был провозглашён 11 августа главой Липпе. До 1433 года регентом был его дядя Отто. После его смерти регентство и воспитание Бернардом принял на себя двоюродный дедушка Дидрих фон Моерс, который был тогда апостольским администратором Падерборнского княжества-епископства.
В 1446 году Бернард VII стал самостоятельно руководить своим государством. За время своего правления проявил себя волевым и целеустремлённым правителем, получив прозвище «Воинственный». На начальном этапе его правления в Священной Римской империи с 1444 года разгорелась межусобица, которая продолжалась до 1449 года.
Из этой войны государство Бернарда VII вышло полностью разорённым. Город Бломберг был полностью разрушён.
Бернард принимал участие также и в Гессенской межусобице, которая проходила с 1464 года по 1471 год.
Умер 2 апреля 1511 года на 83-м году жизни. Правил своим государством (официально) 81 год и 234 дня.

## Факты

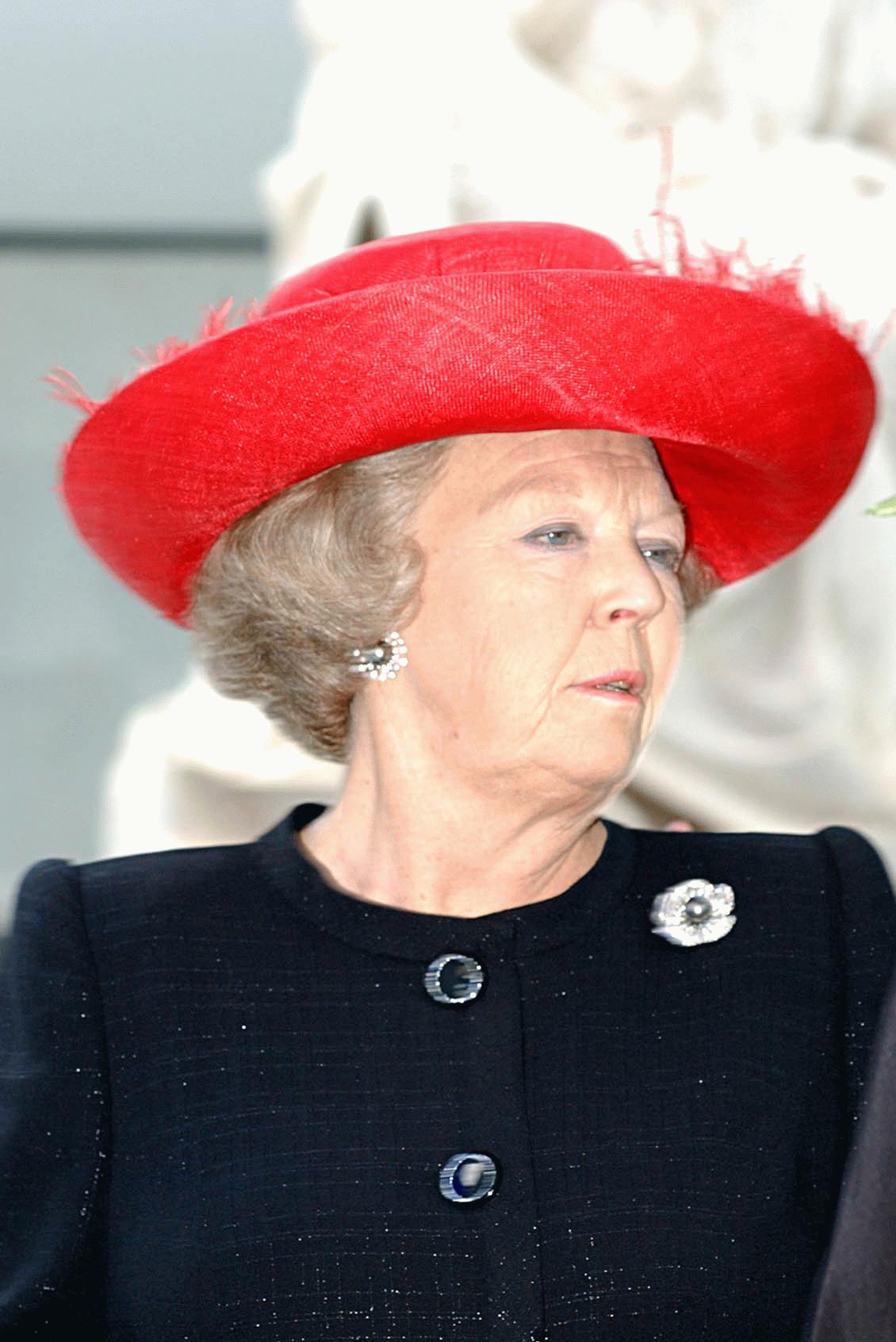
Бывшая Королева Нидерландов Беатрикс по отцу принадлежит к дому Липпе

- Бернард VII является самым долгоправящим монархом в Европе, из тех, у кого известны точно годы жизни и годы правления[1] (дольше него правили только фараон Древнего Египта Пиопи II — 94 года, однако продолжительность его правления оспаривается исследователями и не является точной, и Собуза II, правивший 83 года). Официально Липпе было независимым государством и входило в состав Священной Римской империи.
- Среди потомков Бернарда VII бывшая Королева Нидерландов Беатрикс, её отец тоже носил имя Бернард.